# San Pietro Mosezzo
San Pietro Mosezzo (piemontiul: San Pédar Mogeusch) település Olaszországban, Piemont régióban, Novara megyében. Lakosainak száma 1980 fő (2023. január 1.). San Pietro Mosezzo Biandrate, Briona, Caltignaga, Casaleggio Novara, Novara, Vicolungo és Casalino községekkel határos.

## Népesség
A település lakossága az elmúlt években az alábbi módon változott:
| Lakosok száma | 2035 | 2011 | 1980 |
|               | 2017 | 2018 | 2023 |